# Barry Town United Football Club
Barry Town United F.C. é uma equipe galês de futebol com sede em Barry. Disputa a primeira divisão de País de Gales (Campeonato Galês de Futebol).
Seus jogos são mandados no Jenner Park Stadium, que possui capacidade para 2.000 espectadores.

## História
O Barry Town United F.C. foi fundado em 1912.